# Aleš Sigmund
Aleš Sigmund (23. dubna 1944 Hrotovice – 7. listopadu 2018 Klučenice) byl český kytarista, hudební aranžér, textař a hudební skladatel.

## Život
Aleš Sigmund se narodil v roce 1944 v Hrotovicích, v šesti letech se začal věnovat hře na housle, soukromě se věnoval studiu hudební teorie na lidové hudební konzervatoři v Praze.
Jeho hudební začátky jsou spojeny s brněnskou rockovou skupinou Vulkán, kam přišel na přelomu let 1966 a 1967 jako kytarista. Krátce poté se stal vedoucím celého uskupení a autorem většiny vlastních skladeb. Ve Vulkánu působily jako zpěvačky sestry řeckého původu Martha a Tena Elefteriadu. V roce 1970 ukončila skupina činnost, její členové ale přešli do nově zřízené Skupiny Aleše Sigmunda, která doprovázela duo Martha a Tena, jež se orientovalo na středněproudou hudbu.
V letech 1975–1985 pracoval jako redaktor vydavatelství Panton. Později založil vydavatelství Edit, které pak v letech 1990–1993 vedl. V letech 1991–1997 pracoval jako hudební nakladatel a producent pro Edit, Musik Vars, Monitor a Koch Records.
Jako sólový interpret vydal Sigmund také několik alb s kytarovými instrumentálkami.

## Diskografie
- Pepřenka
- Téměř léto (anglicky: Almost Summer)
- Kytarové vzpomínky
- Christmas with Guitar